# 1900년 하계 올림픽 사격 남자 300m 자유 소총 슬사
1900년 하계 올림픽 사격 남자 300m 자유 소총 슬사는 프랑스 파리에서 개최된 1900년 하계 올림픽 사격의 세부 종목이다. 1900년 8월 3일부터 5일까지 파리에서 진행되었다. 6개국에서 30명의 선수가 참가하였다.

## 경기 결과
각 선수는 총 40회 사격하고, 400점 만점으로 점수가 계산된다.
| 순위 | 선수                         | 점수 |
| ---- | ---------------------------- | ---- |
| 1    | 콘라트 스타헬리 (SUI)        | 324  |
| 2    | 에밀 켈렌베르거 (SUI)        | 314  |
| 2    | 안데르스 페테르 니엘센 (DEN) | 314  |
| 4    | 폴 반 아스브로에크 (BEL)     | 308  |
| 5    | 마르퀴스 라번스바이지 (NED)  | 306  |
| 6    | 윌케커 푸르만 (NED)          | 303  |
| 7    | 프랑츠 뵈클리 (SUI)          | 300  |
| 8    | 라스 요르겐 매드슨 (DEN)     | 299  |
| 9    | 샤를 포미에 (BEL)            | 297  |
| 9    | 루이스 리차르데트 (SUI)      | 297  |
| 11   | 안토니위스 바우언스 (NED)    | 296  |
| 12   | 올레 세테르 (NOR)            | 293  |
| 13   | 헬메르 헤르만드센 (NOR)      | 290  |
| 13   | 비고 옌센 (DEN)              | 290  |
| 15   | 올레 외스트모 (NOR)          | 289  |
| 16   | 아실 파로슈 (FRA)            | 287  |
| 17   | 오귀스트 카바디니 (FRA)      | 286  |
| 17   | 레옹 모뢰 (FRA)              | 286  |
| 19   | 헨릭 실렘 (NED)              | 281  |
| 20   | 솔코 판 던 베르그 (NED)      | 274  |
| 21   | 톰 시베르그 (NOR)            | 272  |
| 22   | 라우리스 옌센 키베르 (DEN)   | 271  |
| 22   | 모리스 르코크 (FRA)          | 271  |
| 24   | 줄 부리 (BEL)                | 269  |
| 25   | 알프레트 그뤼터 (SUI)        | 265  |
| 26   | 악셀 크리스텐센 (DEN)        | 260  |
| 27   | 올라프 프리덴룬트 (NOR)      | 259  |
| 27   | 르네 도마 (FRA)              | 259  |
| 29   | 에두아르 미앵 (BEL)          | 249  |
| 30   | 요세프 바라스 (BEL)          | 210  |

## 메달리스트
| 종목                    | 금                       | 은                        | 동   |
| ----------------------- | ------------------------ | ------------------------- | ---- |
| 남자 300m 자유소총 슬사 | 콘라트 스타헬리 · 스위스 | 에밀 켈렌베르거 · 스위스  | 없음 |
| 남자 300m 자유소총 슬사 | 콘라트 스타헬리 · 스위스 | 앤더스 피터 닐슨 · 덴마크 | 없음 |

## 참고 문헌
- 국제 올림픽 위원회 - 1900년 하계 올림픽 사격 경기 결과 (영어)
- De Wael, Herman. 《Herman's Full Olympians: "Shooting 1900"》. Charles Beck.
- Mallon, Bill (1998). 《The 1900 Olympic Games, Results for All Competitors in All Events, with Commentary》. Jefferson, North Carolina: McFarland & Company, Inc., Publishers. ISBN 0-7864-0378-0.